# Garden Prairie
Garden Prairie, anciennement Amesville, est un ancien village, maintenant une communauté non-incorporée, et une Census-designated place du comté de Boone dans l'Illinois, faisant partie de l'Aire métropolitaine de Rockford (en).

## Géographie
Garden Prairie se situe environ entre les villes de Marengo et Belvidere, à l'intersection de la U.S. Route 20 et de la Garden Prairie Road. La communauté se situe dans le Township de Bonus.

## Toponymie
Auparavant, la communauté portait le nom d'Amesville, nom donné en l'honneur d'un des premiers colons venus dans la region. Le nom présent, changé en 1853, fait référence aux terres fertiles entourant la prairie.

## Histoire
Un bureau de poste y a été établi en 1838 pour le village d'Amesville, qui deviendra plus tard Garden Prairie. Le 2 février 2010, les résidents ont voté à 57 contre 46 la dissolution du village de Garden Prairie, établi seulement deux ans après un vote de 62 contre 44 pour l'élévation de Garden Prairie au statut de village.

## Démographie
Au Recensement des États-Unis de 2010, la population de Garden Prairie était de 352 habitants.